# Собор Святого Андрея (Виктория)
Собор Святого Андрея (англ. St. Andrew’s Cathedral) — католическая церковь, находящаяся в городе Виктория, провинция Британская Колумбия, Канада. Церковь является Кафедральным собором епархии Виктории. Собор является охраняемым государством историческим зданием.

## История
Строительство церкви в средневековом викторианском готическом стиле началось в 1890 году. Собор имеет асимметричные башни, что характерно для многих церквей Квебека и высокого викторианского стиля. 30 октября 1892 года состоялось освящение храма.
Алтарь был подарен епископу Реми Де Ду на двадцать пятую годовщину его рукоположения первым индейцем, закончившим колледж святого Людовика (сегодня — Университет Сен-Луи).
В соборе находится склеп, где похоронены три епископа епархии Виктории:
- Модест Демер[англ.] — первый епископ епархии:
- Шарль-Жан Сегер[фр.] — второй епископ епархии;
- Джон Джонекау — генеральный викарий, назначенный епископом, но умерший до рукоположения.